# Contee del Nevada
Nello Stato del Nevada, negli Stati Uniti d'America, ci sono sedici contee e una città indipendente.

Il Nevada divenne il 36º stato il 31 ottobre 1864.

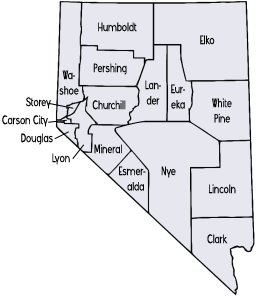
Contee del Nevada

## Lista
Di seguito è riportata una lista con i dati inerenti alla data di istituzione, al capoluogo, all'etimologia, alla superficie, agli abitanti e alla collocazione nello Stato di ciascuna contea.
| Contea      | Capoluogo          | Data di istituzione | Etimologia                                                                | Abitanti  | Superficie | Mappa |
| ----------- | ------------------ | ------------------- | ------------------------------------------------------------------------- | --------- | ---------- | ----- |
| Carson City | Città indipendente | 1969                | Fiume Carson.                                                             | 95 558    | 403,2 km²  |       |
| Churchill   | Fallon             | 1864                | Sylvester Churchill, eroe della guerra messico-statunitense.              | 25 516    | 13 010 km² |       |
| Clark       | Las Vegas          | 1909                | William A. Clark.                                                         | 2 265 461 | 20 878 km² |       |
| Douglas     | Minden             | 1861                | Stephen A. Douglas.                                                       | 49 488    | 1 911 km²  |       |
| Elko        | Elko               | 1869                | Chiamata come il capoluogo. Origine incerta.                              | 53 702    | 44 556 km² |       |
| Esmeralda   | Goldfield          | 1861                | Esmeralda Mining District.                                                | 729       | 9 295 km²  |       |
| Eureka      | Eureka             | 1873                | Termine greco eureka.                                                     | 1 855     | 10 826 km² |       |
| Humboldt    | Winnemucca         | 1856                | Fiume Humboldt.                                                           | 17 285    | 25 014 km² |       |
| Lander      | Battle Mountain    | 1862                | Frederick W. Lander, generale della guerra civile americana.              | 5 734     | 14 294 km² |       |
| Lincoln     | Pioche             | 1866                | Abraham Lincoln.                                                          | 4 499     | 27 550 km² |       |
| Lyon        | Yerington          | 1861                | Nathaniel Lyon.                                                           | 59 235    | 5 221 km²  |       |
| Mineral     | Hawthorne          | 1911                | L'area circostante è ricca di depositi minerali.                          | 4 554     | 9 876 km²  |       |
| Nye         | Tonopah            | 1864                | James Warren Nye, senatore e primo governatore del Territorio del Nevada. | 51 591    | 47 032 km² |       |
| Pershing    | Lovelock           | 1919                | John J. Pershing.                                                         | 6 650     | 15 716 km² |       |
| Storey      | Virginia City      | 1861                | Edward Farris Storey.                                                     | 4 104     | 684 km²    |       |
| Washoe      | Reno               | 1861                | Nome dei nativi che abitavano l'area.                                     | 486 492   | 16 967 km² |       |
| White Pine  | Ely                | 1869                | Pinus flexilis, chiamato white pine (pino bianco).                        | 9 080     | 23 043 km² |       |